# 와지에프니키보레크파웽츠키
와지에프니키보레크파웽츠키(폴란드어: Łagiewniki-Borek Fałęcki)는 폴란드 마워폴스카주 크라쿠프를 구성하는 18개의 구 중 하나다. 와지에프니키보레크파웽츠키라는 이름은 현재 이 구에 속해 있는 오시에들레인 와지에프니키, 보레크파웽츠키에서 유래한다.